# 밀리미터
밀리미터(미국 영어: Millimeter, 영국 영어: Millimetre, 문화어: 미리메터)(.기호 ㎜ 또는 mm)(, 기호: mm)는 SI 단위계의 길이의 단위로, 1/1,000미터다.

## 유니코드 기호
중국어, 일본어, 한국어(CJK) 문자와의 호환성을 목적으로 유니코드는 다음의 문자를 보유하고 있다:
- 밀리미터 (㎜) - code U+339C[1]
- 제곱 밀리미터 (㎟) - code U+339F[1]
- 세제곱 밀리미터 (㎣) - code U+33A3[1]

일본어 타이포그래피에서 이 제곱 계열 기호들은 문자의 격자 레이아웃을 왜곡하지 않고 단위 기호를 배치하기 위해 사용된다.

## 측정
미터법 눈금자에서 가장 작은 측정값은 일반적으로 밀리미터이다. 고품질 공학 눈금자는 0.5mm 단위로 눈금이 매겨질 수 있다. 디지털 캘리퍼스는 일반적으로 0.01mm만큼 작은 단위까지 읽을 수 있다.
300GHz 주파수의 마이크로파는 1mm의 파장을 갖는다. 모바일 장치에 일반적으로 사용되는 300MHz~3GHz와 달리 데이터 전송에 30GHz~300GHz 사이의 주파수를 사용하면 초당 10기가비트의 데이터 전송 속도를 허용할 수 있다.
인간의 눈이 확인할 수 있는 가장 작은 치수는 약 0.02~0.04mm로 얇은 사람 머리카락 굵기 정도이다. 종이 한 장의 두께는 일반적으로 0.07mm에서 0.18mm 사이이며 일반 프린터 용지나 복사 용지의 두께는 약 0.1mm이다.

## 같이 보기
- 1 E-3 m
- SI 단위계
- SI 접두어
- 크기 정도 (길이)